# Prava kamilica
Prava kamilica (njemačka kamilica; lat. Matricaria chamomilla) jednogodišnja biljka iz porodice glavočika, visine 15 – 60 cm, tankog i razgranatog korijena, dvostruko perasto razdijeljenih listova.  Stabljika je uspravna, gola, većinom razgranjena. Listovi su naizmjenični, 2 – 3 puta perasto razdijeljeni, s uskim, linearnim režnjevima. Mirišljive cvjetne glavice su pojedinačne, na dugim stapkama. Imaju ispupčenu i šuplju cvjetnu ložu, a sastavljene su od dvospolnih žutih cjevastih cvjetića u sredini i bijelih jezičastih cvjetića na rubu, koji su povijeni prema dolje. Plodovi su sitne duguljaste svijetlo-smeđe roške s 3 rebra, bez kunadre.
Biljka cvate od kraja travnja do rujna.
Kamilica je rasprostranjena u skoro cijeloj Europi i Aziji. Raste na mjestima izloženim suncu. 
Uporaba kamilice je vrlo raširena, kako u narodnoj tako i u službenoj medicini. 
Od cvjetova kamilice najčešće se spravlja čaj, jedan od najpoznatijih narodnih lijekova. 
Poznata je i primjena kamilice u aromaterapiji. Cijenjeno je i poznato svježe dobiveno ulje kamilice.

## Vanjske poveznice
- Chamomile for IBS  Arhivirana inačica izvorne stranice od 26. lipnja 2006. (Wayback Machine)
- Herbal Supplements in Pregnancy  Arhivirana inačica izvorne stranice od 8. listopada 2006. (Wayback Machine) - Popis aktivnih kemijskih tvari u kamilici

|  | Zajednički poslužitelj ima stranicu o temi Kamilica |
|  | Wikivrste imaju podatke o taksonu Kamilica          |